# Ljudmila Nikolajewna Petrowa
Ljudmila Nikolajewna Petrowa (russisch Людмила Николаевна Петрова, engl. Transkription Lyudmila Petrova; * 7. Oktober 1968 in Karakly) ist eine russische Langstreckenläuferin, die sich auf den Marathon spezialisiert hat.
1998 stellte sie mit 48:31 einen russischen Rekord im 15-km-Straßenlauf auf, der immer noch Bestand hat. Im selben Jahr belegte sie den vierten Platz beim New-York-City-Marathon, 2000 gewann sie ihn.
Bei den Leichtathletik-Weltmeisterschaften 2001 in Edmonton wurde sie Sechste im 10.000-Meter-Lauf, im Jahr darauf wurde sie Dritte beim London-Marathon in 2:22:33.
2003 wurde sie Fünfte in London und Vierte in New York City. Beim Marathon der Olympischen Sommerspiele 2004 in Athen wurde sie Achte, nachdem sie zuvor in diesem Jahr schon Zweite beim London-Marathon geworden war.
Nachdem sie 2005 einen fünften Platz in London und einen sechsten in New York City belegt hatte, stellte sie 2006 in London als Zweite mit 2:21:29 einen russischen Rekord auf. Galina Bogomolowa brach ihn später im Jahr beim Chicago-Marathon, bei dem Petrowa Achte wurde.
2008 wurde Petrowa Fünfte beim London-Marathon in 2:26:45. Am 2. November 2008, im Alter von 40 Jahren, belegte sie beim New-York-City-Marathon Platz zwei hinter der Britin Paula Radcliffe und vor der US-Amerikanerin Kara Goucher. Mit ihrer Laufzeit von 2:25:43 übertraf sie dabei die Weltbestzeit der Damen ab 40, die zuvor von Priscilla Welch im Jahr 1987 gesetzt worden war, um mehr als eine Minute.
Ljudmila Petrowa hat bei einer Größe von 1,59 m ein Wettkampfgewicht von 43 kg.